# Trøndelag
Trøndelag (Oudnoords: Þróndalog, Zuid-Samisch: Trööndelage) is een regio en fylke ('provincie') in centraal Noorwegen. Trøndelag is het overgangsgebied van het zuiden naar het minder bevolkte noorden van Noorwegen. Het is een betrekkelijk vlak en vruchtbaar gebied. De grootste stad in Trøndelag is Trondheim, de derde stad van Noorwegen en de voormalige hoofdstad van het land.
Een bewoner van Trøndelag wordt een trønder genoemd. Het trøndelags dialect wordt gekenmerkt door het weglaten van de laatste lettergreep van een woord (apocope). Regionale specialiteiten zijn karsk (koffie met wodka of pure alcohol) en sodd (een soort soep met schapenvlees en gehaktballen).

## Geschiedenis
Het gebied speelde vooral in de Middeleeuwen een belangrijke rol in de Noorse geschiedenis. Trondheim was de eerste hoofdstad van het land, tot 1217. De Noorse koningen werden gekroond en begraven in Trondheims Nidaros-domkerk. In de middeleeuwen werd Trøndelag geregeerd door de machtige jarls (graven) van Lade, die van 971 tot 1030 als onderkoning van de Deense koning over heel Noorwegen regeerden. Koning Olaf II (de heilige Olaf) werd in 1030 verslagen en gedood in de Slag bij Stiklestad, ongeveer 80 kilometer ten noorden van Trondheim. Jaarlijks wordt in Stiklestad een openluchtschouwspel over Olaf opgevoerd, inmiddels bezocht door meer dan 600.000 mensen.
In 1658 ging Trøndelag kortstondig over in Zweedse handen. Bij de Vrede van Roskilde stond Frederik III van Denemarken het gebied af aan Karel X Gustaaf van Zweden. Twee jaar later werd Zweden verslagen in de Deens-Zweedse Oorlog (1658-1660) en moest het Trøndelag bij de Vrede van Kopenhagen in 1660 weer afstaan aan Denemarken-Noorwegen.
Van 1814 tot eind 2017 werd de streek opgedeeld in twee aparte provincies: Nord-Trøndelag en Sør-Trøndelag. Op 1 januari 2018 fuseerden deze provincies tot de nieuwe provincie Trøndelag.

## Gemeenten
| 1. Åfjord 2. Flatanger 3. Fosnes 4. Frosta 5. Frøya 6. Grong 7. Heim 8. Hitra 9. Holtålen 10. Høylandet 11. Inderøy 12. Indre Fosen 13. Leka 14. Levanger 15. Lierne 16. Malvik 17. Melhus 18. Meråker 19. Midtre Gauldal 20. Nærøysund | 1. Namsos 2. Namsskogan 3. Oppdal 4. Orkland 5. Ørland 6. Osen 7. Overhalla 8. Rennebu 9. Rindal 10. Røros 11. Røyrvik 12. Selbu 13. Skaun 14. Snåsa 15. Steinkjer 16. Stjørdal 17. Trondheim 18. Tydal 19. Verdal 20. Vikna |

## Bekende inwoners
- Hjalmar Andersen (geboren in Nordland 1923 – overleden in Oslo 2013), als schaatser actief in Trondheim
- Leif Eriksson (ca. 980 – ca. 1020), viking en ontdekker van Amerika
- Rolf Falk-Larssen (geboren 1960), schaatser
- Ludvig Nielsen (1906 - 2001), componist
- Sverre Farstad (1920 - 1978), schaatser
- Jan Egil Storholt (geboren 1949), schaatser
- Liv Ullmann (geboren 1938) - actrice en regisseur

## Afbeeldingen

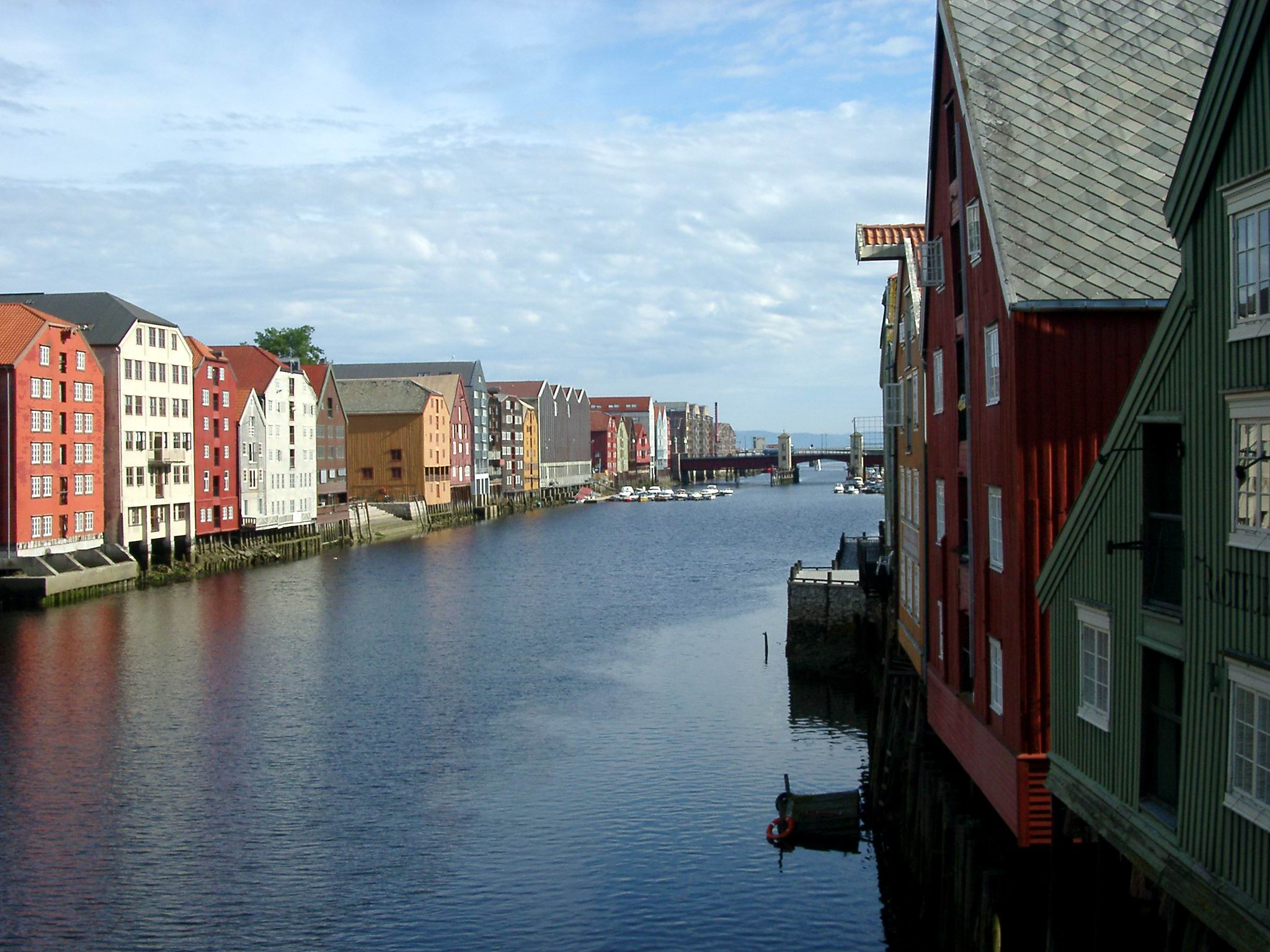
De rivier Nidelva loopt door Trondheim en mondt uit in de Trondheimsfjord
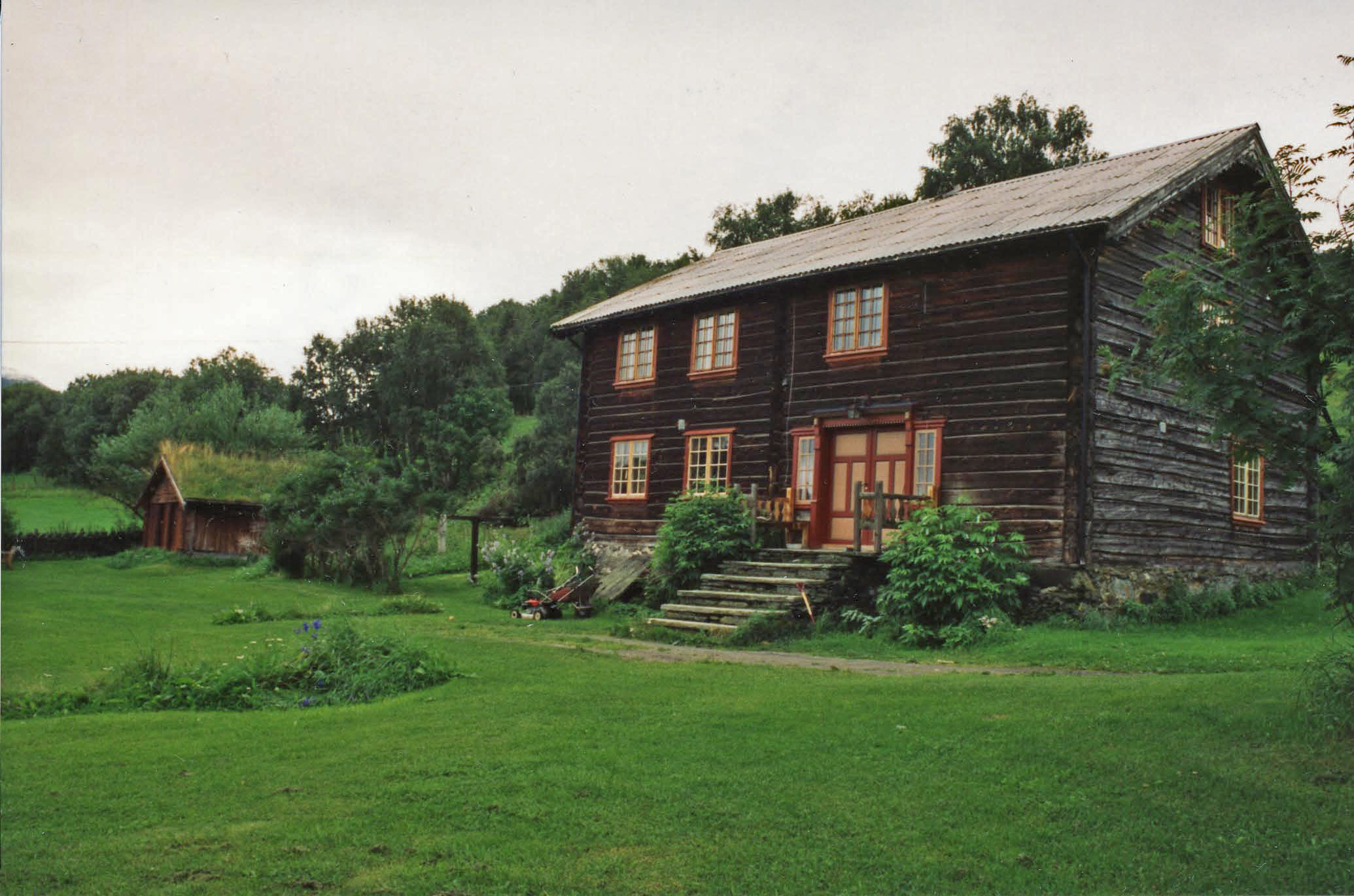
Een trønderlåne-huis, een voor Trøndelag typische bouwstijl
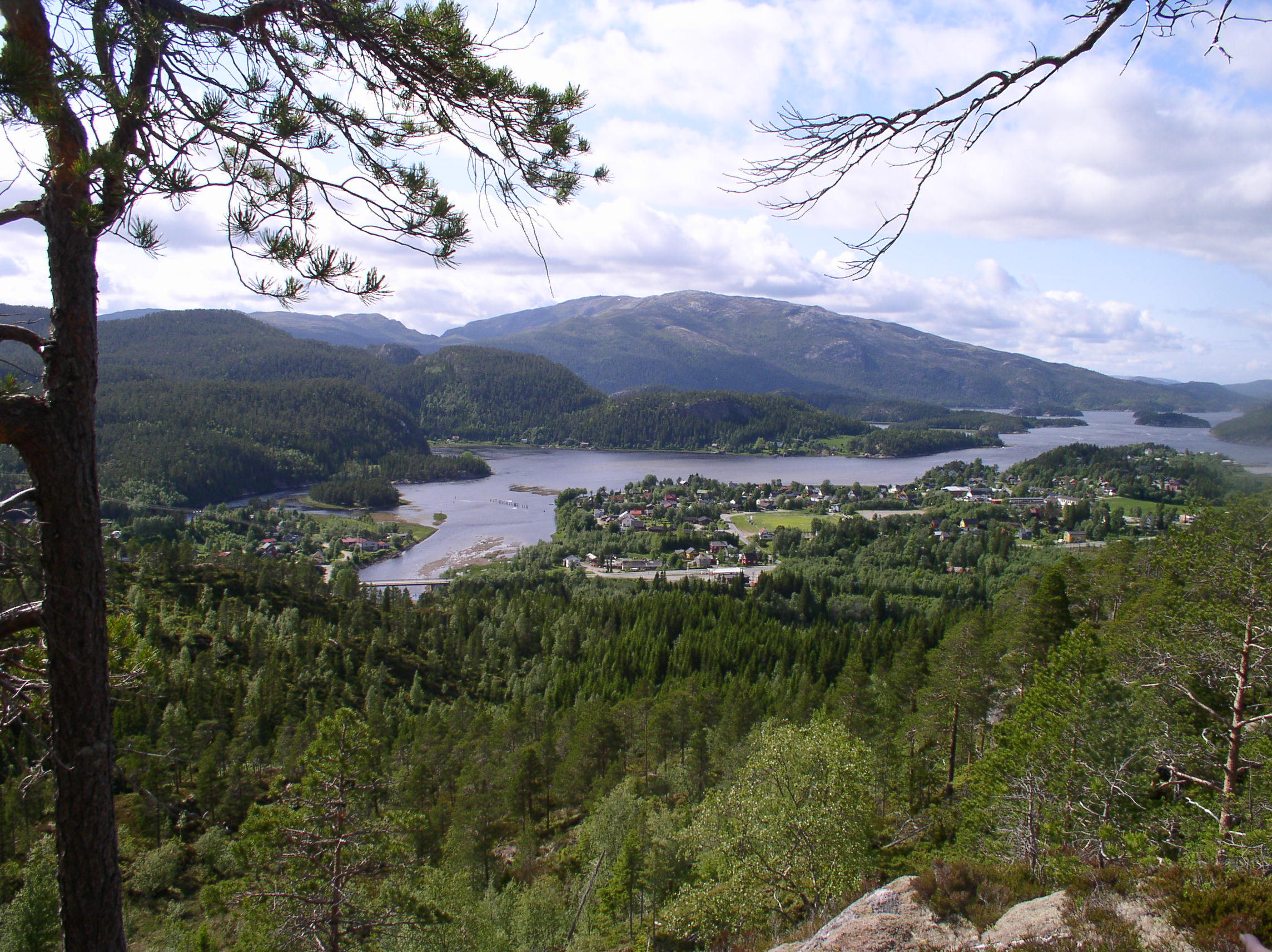
Het plaatsje Bangsund
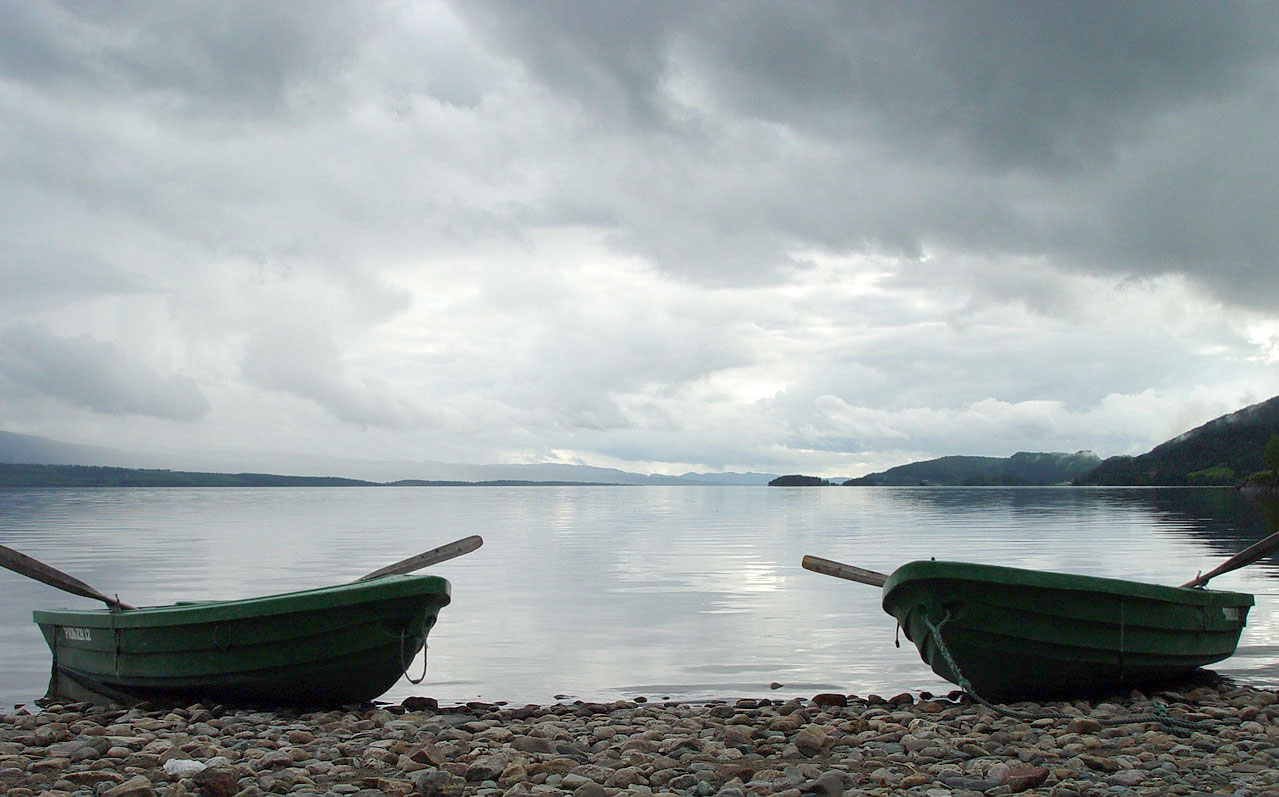
Het Snåsavatnet-meer nabij Steinkjer
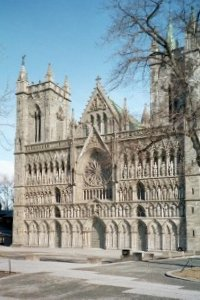
In de Nidaros-domkerk in Trondheim werden de Noorse koningen in de Middeleeuwen gekroond en begraven